# Двама завинаги
Двама завинаги (на турски: Menekse ile Halil) е турски сериал с участието на Къванч Татлъту.

## Сюжет
Менекше е 20-годишно турско момиче, родено в Урфа и живеещо със семейството си в Германия. Менекше се е влюбила в босненеца Халил, който е колега в сладкарницата, в която тя работи. Консервативният й баща обаче урежда брака на Менекше с Мустафа, турчин, срещу булчинска цена от 30 000 евро. Заплашена от баща си с убийство, Менекше е принудена да продължи брака. Халил присъства на сватбата и с удивление открива, че приятелката му е булката. Същата нощ Мустафа разкрива бруталната си природа и физически напада Менекше, която на косъм успява да избяга. Баба й казва на Менекше да избяга в Истанбул с Халил. Менекше и Халил се връщат в Турция поотделно, но в крайна сметка се намират.
Бащата на Менекше нарежда на Мустафа и брата на Менекше, Кадир, да отидат в Истанбул и да преследват Менекше и Халил и да извършат убийство заради накърнената чест на двойката. Въпреки няколко близки обаждания, Менекше и Халил успяват да избягат и да се опитат да изградят живот за себе си в Истанбул. В крайна сметка цялото семейство на Менекше се премества в Турция. Разкрива се, че Халил е бил син на богат мъж, но сега е обект на много предателства, както и официално сгоден за друга жена. Мустафа се превръща в сериен убиец, опитвайки се да отмъсти на Менекше. Кадир претърпява промяна във възгледа си за сестра си и в крайна сметка отказва да я убие. Бащата на Менекше поддържа враждата жива, но се оказва изгонен от останалата част от семейството, когато сериалът приключва.
В крайна сметка Менекше и Халил са в състояние да разрешат проблемите и с двете семейства. Бащата на Менекше неохотно се примирява със ситуацията и двойката се жени.

## Актьорски състав
- Къванч Татлъту – Халил Туглу
- Седеф Авджъ – Менекше Догантюрк-Туглу
- Хасан Кючукчетин – Мустафа Генч
- Мурат Далтабан – Митхат Атеш
- Джанер Джандарлъ – Кадир Догантюрк
- Фърат Танъш – Юсуф Догантюрк
- Йълдъз Кюлтюр – Зариф Догантюрк
- Мехмет Чевик – Хасан Догантюрк
- Нергис Чоракчъ – Сюхейля Догантюрк
- Екин Тюркмен – Зейнеп Сьонмез
- Тамай Кълъч – Лале Догантюрк
- Гьокчер Генч – Йомер Джейлян
- Гюлдже Угурлу – Емине Дегирмен
- Бегюм Бениан – Сема Атеш
- Нихат Алпту Алтънкая – Семих
- Езги Асароглу – Джанай Балджъ
- Гюлшах Ертуурул – Айсел Айджан
- Фатош Сълан – Зерин
- Илкай Акдаглъ – Супхи
- Толга Акман – Синан
- Селин Ишджан – Доганай
- Саадет Сун – Филиз Балджъ
- Сейхан Арман – Джиджи
- Бурч Сезишли – Ишчи
- Меджит Керванджъ – Хилми
- Кая Ердаш – Кахведжи
- Нуман Аджар – Мехмет
- Сердар Гьорсус – Исмет
- Патрисия Луегер – Инге Бергер

## В България
В България сериалът започва на 2 юни 2010 г. по bTV и завършва на 31 август. Ролите се озвучават от Даниела Сладунова, Ани Василева, Виктор Танев, Стефан Димитриев и Ивайло Велчев.
На 9 май 2012 г. започва повторно по Диема Фемили. Озвучаващите артисти са същите като само Димитриев и Велчев са заменени от Емил Емилов и Светозар Кокаланов.